# عمارة نورمانية

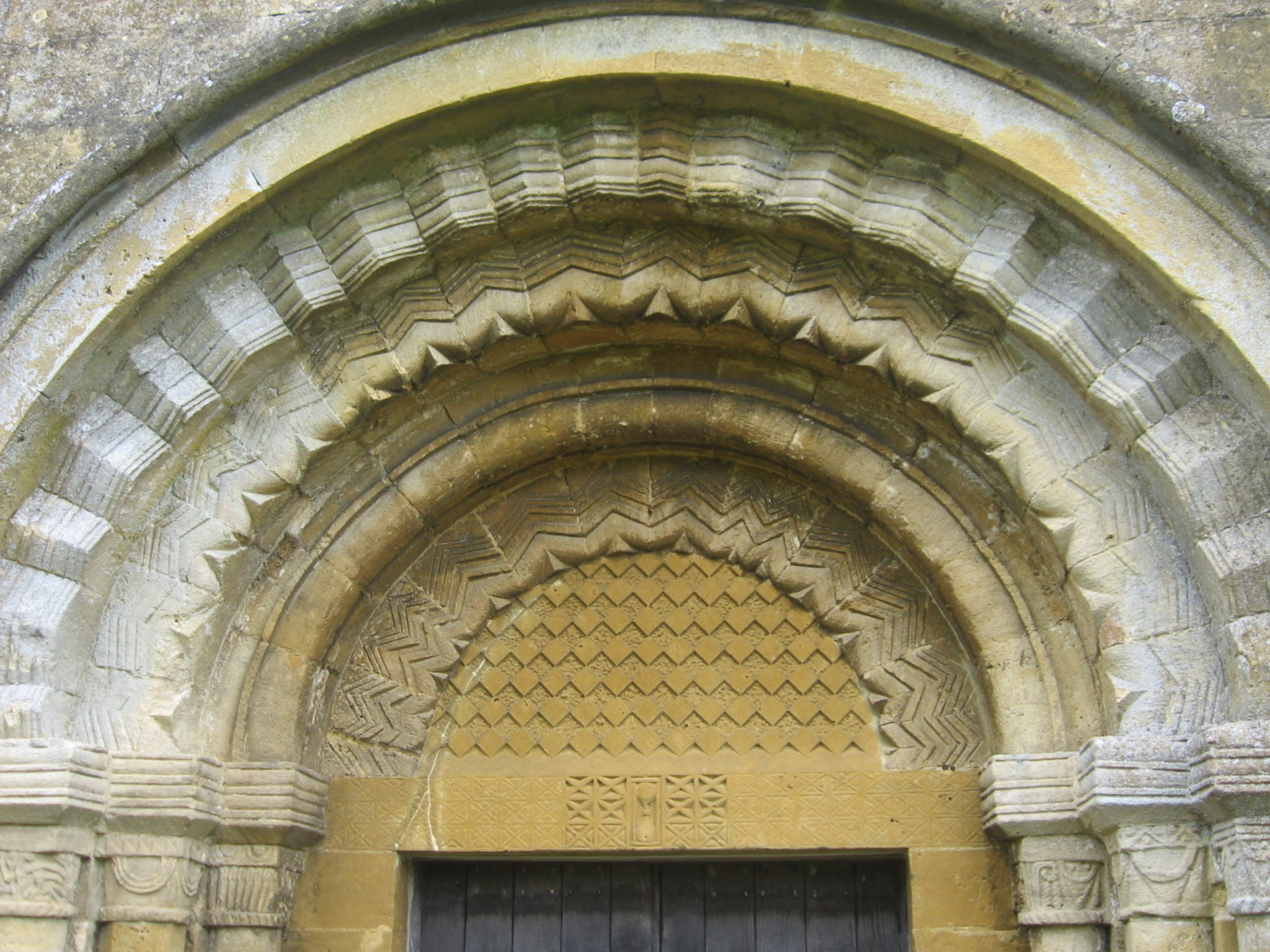

يستخدم مصطلح العمارة النورمانية لتصنيف أنماط العمارة الرومانسكية التي طورها النورمان في مختلف الأراضي التي خضعت لسيطرتهم أو نفوذهم في القرنين الحادي عشر والثاني عشر. يستخدم المصطلح تقليديًا وعلى وجه الخصوص لوصف العمارة الرومانسكية الإنجليزية. أدخل النورمان أعدادًا كبيرة من القلاع والتحصينات وفي الوقت نفسه الأديرة والكنائس والكاتدرائيات، بأسلوب يتسم بالأقواس الرومانسكية المدورة المعتادة (خاصة فوق النوافذ والأبواب) وبشكل أخص الأبعاد الكبيرة بالمقارنة مع غيرها من الأنواع المحلية الأخرى من الأسلوب ذاته.

## الأصول
نشأت هذه الأساليب الرومانسكية في نورماندي وانتشرت في شمال غرب أوروبا وخاصة في إنجلترا، وساهمت في تطور كبير حيث نجا أكبر عدد من الأمثلة عليها. أنتجت السلالة النورمانية التي حكمت صقلية في نفس الوقت تقريبًا، اختلافًا مميزًا يتضمن التأثيرات البيزنطية والساركينوسية، والتي تُعرف أيضًا بالعمارة النورمانية (أو بدلًا عن ذلك بشكل نسبي، الصقلية الرومانسكية).
يمثل اختراع روما القديمة للقوس الأساس لبنية العمارة النورمانية.
من المحتمل أن مصطلح نورمان قد نشأ على يد مختصي الآثار في القرن الثامن عشر، لكن استخدامه في سلسلة من الأساليب يُنسب إلى توماس ريكمان في عمله عام 1817، محاولة للتمييز بين أساليب العمارة الإنجليزية من الفتح وحتى الإصلاح. استخدمت كل من «نورمان والإنجليزية المبكرة ومزخرف وعمودي» كمصطلحات في هذا العمل. استُخدم مصطلح رومانسكي الأكثر شمولية من اللغات الرومانسية في الإنجليزية بحلول عام 1715، وأُطلق على عمارة القرنين الحادي عشر والثاني عشر منذ عام 1819.
على الرغم من أن إدوارد المعترف بنى دير وستمنستر الأصلي بالأسلوب الرومانسكي (استُبدلت اليوم بإصلاحات لاحقة)، فإن بناءه يسبق الفتح النورماني، وما يزال هناك اعتقاد سائد بأنه المبنى الرئيسي الرومانسكي في إنجلترا. ليس هناك عمارة رومانسكية أخرى متبقية في بريطانيا يمكن أن تظهر بوضوح قبل الفتح النورماني. مع ذلك، يعتقد المؤرخون أن العديد من العناصر «النورمانية» المتبقية في المباني والتي بمعظمها عبارة عن كنائس، قد تكون في الواقع عناصر أنجلو سكسونية.

## القوس النورماني
يُعد القوس النورماني العنصر الذي يحدد العمارة النورمانية. صُممت الممرات المقنطرة الضخمة لإثارة مشاعر الرهبة وغالبًا ما يمكن رؤيتها كمداخل للمباني الدينية الكبيرة مثل الكاتدرائيات. تمتلك الأقواس النورمانية شكلًا نصف دائري وللأمثلة المبكرة منها حواف بسيطة مربعة الشكل، بينما أُثريت الأقواس اللاحقة في كثير من الأحيان بزخارف ملتفة ومتعرجة. تدعم الأقواس أعمدة ضخمة، غالبًا ما تكون اسطوانية بسيطة، وأحيانًا مع زخارف حلزونية، وتُدعم من وقت لآخر بواسطة أعمدة مربعة الشكل. تمتلك المداخل الرئيسة سلسلة من الأقواس نصف الدائرية المنحسرة والتي غالبًا ما تكون مزخرفة بقوالب شريطية مشرشرة أو متعرجة، ويوجد في بعض الأحيان طبلة في الجزء الخلفي من رأس القوس قد تحتوي على نحت يمثل مشهدًا توراتيًا. تتميز النوافذ النورمانية بأنها صغيرة وضيقة ومكونة عمومًا من فتحة مستديرة ذات رأس، ولكنها في بعض الأحيان تُقسم بواسطة محور لفتحتين وخصوصًا في برج الجرس.

## نورماندي
وصل غزاة الفايكنغ إلى مصب نهر السين في عام 911، في الوقت الذي كان فيه الفرنجة يقاتلون على ظهور الخيل، ولورداتهم يبنون القلاع. تقلص عدد السكان في الإقليم خلال القرن التالي ليقتصر على الفايكنغ الذين يُعرفون اليوم بالنورمان، والذين تبنوا هذه العادات والمسيحية ولغات أويل. بنى البارونات النورمان قلاعًا خشبية على تلال ترابية وبدأوا تطوير قلاع موتي وبيلي والكنائس الحجرية الكبيرة المبنية بالأسلوب الرومانسكي للفرنجة. بنوا بحلول عام 950 الحصون الحجرية. كان النورمانيون من بين أكثر شعوب أوروبا حبًا بالسفر، مما عرفهم على مجموعة واسعة من التأثيرات الثقافية التي أدرجوها في فنونهم وهندستهم المعمارية. وضع النورمان مخطط البازيليكا المسيحية المبكرة، والذي كان في الأصل طوليًا مع ممرات جانبية وحنية، مثلما هو الحال في كنيسة سانت إتيان في كاين عام 1067. أصبح هذا بعد نحو 20 عامًا، النموذج للكاتدرائيات الإنجليزية الأكبر.

## إنجلترا
امتلك النبلاء والأساقفة النورمان في إنجلترا نفوذًا وذلك ما قبل الفتح النورماني عام 1066، وقد أثر هذا النفوذ النورماني على العمارة الأنجلوساكسونية المتأخرة. حكم إدوارد المعترف نورماندي عام 1042، وأحضر عمال البناء للعمل على أول مبنى رومانسكي في إنجلترا وهو دير وستمنسر. جلب عام 1051 فرسان النورمان الذين بنوا قلاع «موتي» للدفاع ضد الويلزيين. شيد النورمان بعد الغزو قلاع موتي وبيلي بسرعة، جنبًا إلى جنب مع الكنائس والأديرة والتحصينات الأكثر دقة مثل الحصون النورمانية الحجرية.
تُظهر المباني نسبًا هائلة ضمن أشكال هندسية بسيطة مستخدمة أشرطة صغيرة من النحت، مع تركيز الاهتمام على المساحات المركزية من تيجان الأعمدة والمداخل المستديرة وكذلك الطبلة تحت القوس. يتخذ «القوس النورماني» شكلًا مستديرًا، مع احتوائه في كثير من الأحيان على القوالب الزخرفية المنحوتة أو المنقوشة عليه بغرض التزيين. اعتُبرت الأنماط المشرشرة والتي أطلق عليها في كثير من الأحيان «بالزخارف المتعرجة»، توقيعًا متكررًا للنورمان. غالبًا ما كان لدى الكنائس صليبية الشكل مذبح عميق وبرج تصالب مربع، وهذا استمر في تمييز بنية الكنائس الإنجليزية. بُنيت مئات كنائس الرعية وأُسست الكاتدرائيات الإنجليزية العظيمة منذ عام 1083.
بعد أن دمر حريق كاتدرائية كانتربري عام 1174، قدّم البنائون النورمان العمارة القوطية الجديدة. جلبت كاتدرائية ويلز وكاتدرائية لينكولن نحو عام 1191، الأسلوب القوطي الإنجليزي، ليتحول الأسلوب النورماني بشكل متزايد لأسلوب متواضع من البناء الإقليمي.

### العمارة الكنائسية
- قلعة أكسفورد عام 1074: يتضاعف برج الكنيسة كملجأ
- مصلى ساينت جون (نحو عام 1078)، برج لندن
- كانت كاتدرائية دورهام (منذ 1093) أول من يستخدم نظام القبو المضلع مع الأقواس المدببة
- كاتدرائية وينشستر (منذ 1079)
- كاتدرائية إيلي (1083- 1109)
- كاتدرائية بيتربورو (منذ 1118)
- كنيسة كيلبيك، هيرفوردشاير
- كنيسة ساينت نيقولا، بيرفورد، سري (نحو 1140)
- كاتدرائية ساوثويل
- كنيسة القديسة مريم العذراء، إيفلي، أوكسفوردشاير (1170)
- ساينت سويثن في ناتلي سكيور، هامبشاير (1175)، وهي مثال على كنيسة نورمانية أحادية الخلية
- كاتدرائية نوريتش (1096- 1145)
- كنيسة ساينت إدوارد (القرن الحادي عشر)
- ساينت بوتولف بريوري، كولشيستر
- دير ساينت جون، كولشيستر
- كنيسة القديس بطرس، تيكنكوت، روتلاند، مذبح نورماني
- دير دانستابل